# Calliopsis yalea
Calliopsis yalea är en biart som beskrevs av Shinn 1967. Calliopsis yalea ingår i släktet Calliopsis och familjen grävbin. Inga underarter finns listade.